# Плаус
Плаус (итал. Plaus) — коммуна в Италии, располагается в области Трентино- Альто-Адидже, в провинции Больцано.
Население коммуны составляет 621 человек (2008 г.), плотность населения составляет 137 чел./км². Занимает площадь 4 км². Почтовый индекс — 39025. Телефонный код — 0473.
Покровителем коммуны почитается святой Ульрик, празднование 4 июля.

## История
Впервые топоним Палус упоминается в документах в 1270 году и происходит от латинского "palus" (в переводе болото).
До конца Первой мировой войны муниципалитет принадлежал к судебному округу коммуны Мерано.

## Герб
Герб изображает трех развернутых черных орлов, на серебряном фоне пересекаемых красной полосой. Это эмблема лордов Тарантса, которые жили в замке Тарантсберг (или Дорнсберг) до 1291 года. Герб был утверждён в 1966 году.

## Демография
Динамика населения:

## Администрация коммуны
- Официальный сайт: https://web.archive.org/web/20100920220128/http://www.gvcc.net/soci/plaus.htm